# Waldemar Fønss
Waldemar Fønss (født 9. august 1829, død 25. juli 1850 ved Isted) var en dansk officer.
Han var søn af Johan Philip Rogert Fønss og Marie Elisabeth "Elise" Hillerup, blev 1844 kadet, 1848 sekondløjtnant i 3. Reservejægerkorps, blev 1849 forsat til 12. Bataljon og samme år karakteriseret premierløjtnant. Under Treårskrigen faldt han i slaget ved Isted.
Han er begravet i Mariekirke i Flensborg.